# Зардари, Билавал
Билавал Бхутто Зардари (урду بلاول بھٹو زرداری‎; род. 21 сентября 1988, Карачи) — пакистанский государственный деятель, председатель Пакистанской народной партии. Единственный сын президента Пакистана Асифа Али Зардари и ныне покойной Беназир Бхутто. Министр иностранных дел Пакистана с 27 апреля 2022 по 10 августа 2023 года.

## Биография
Родился 21 сентября 1988 года в Карачи (столица провинции Синд), в одной из самых влиятельных семей Пакистана — его дедом был Зульфикар Али Бхутто. Билавалу было 3 месяца когда его мать заняла должность премьер-министра страны. В 1996 году его отца посадили в тюрьму, а в 1999 году Билавал вместе с матерью покинул Пакистан. До 2007 года он проживал в Дубае и Лондоне. В декабре 2007 года Беназир Бхутто была убита в Равалпинди, и Билавал впервые посетил Пакистан за много лет. В сентябре 2008 года Асиф Али Зардари был избран президентом страны. Билавал Зардари вернулся жить в Пакистан в 2011 году, когда закончил обучение в Оксфордском университете.

## Карьера
С 2007 года является председателем Пакистанской народной партии.
В 2018 году стал кандидатом в премьер-министры на парламентских выборах.

## Галерея

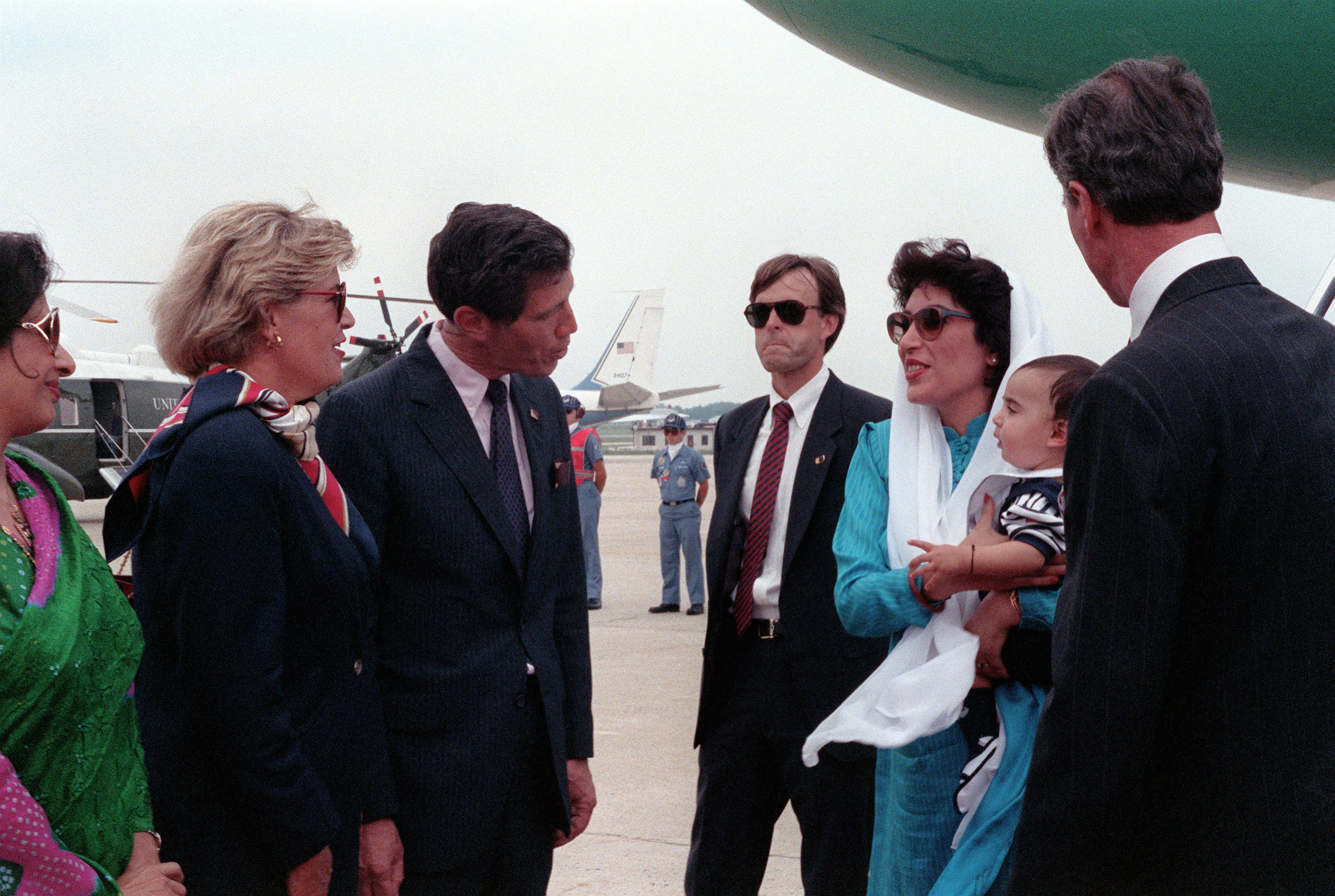
Билавал со своей матерью в США в 1988 году
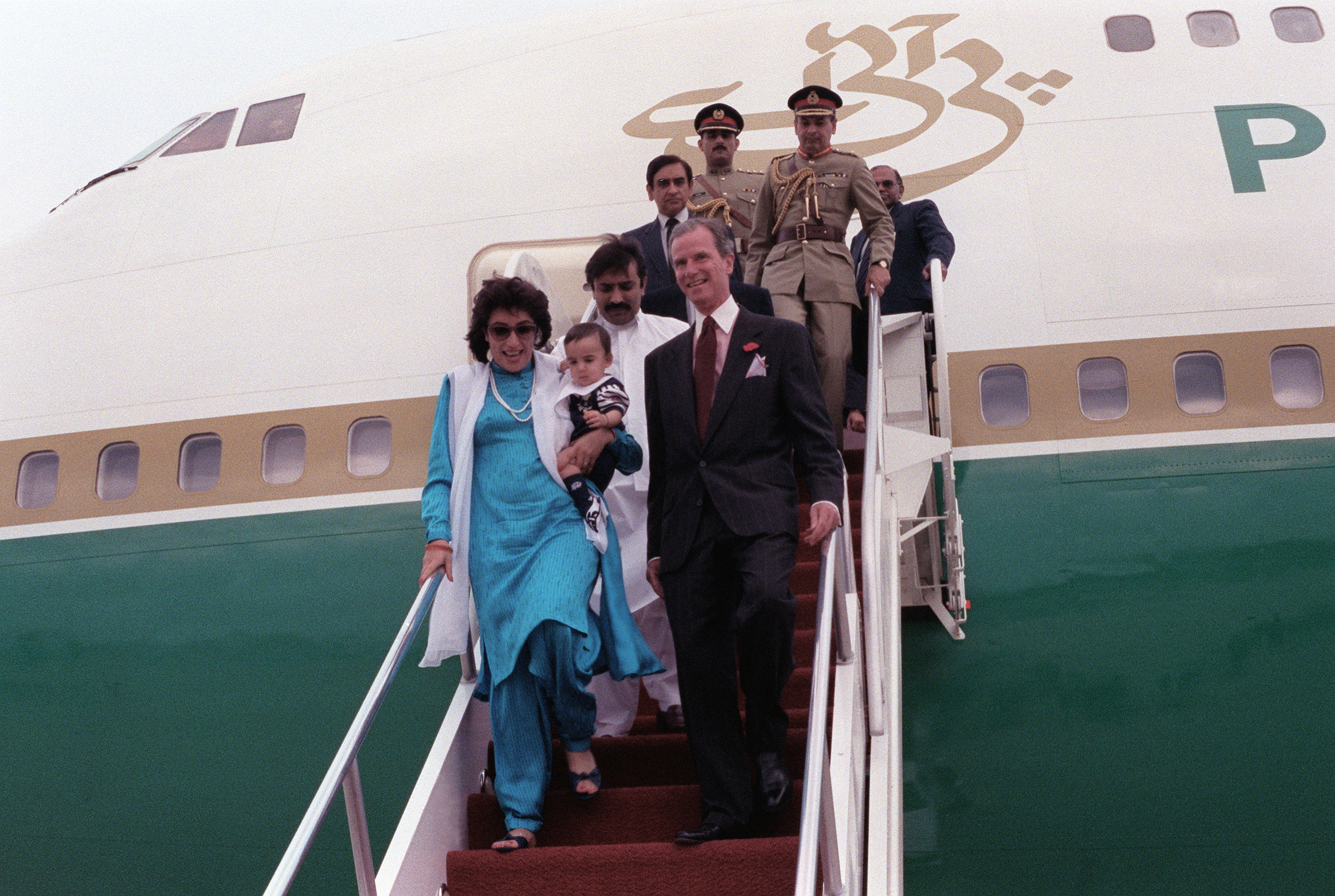
Маленький Билавал со своей матерью в США
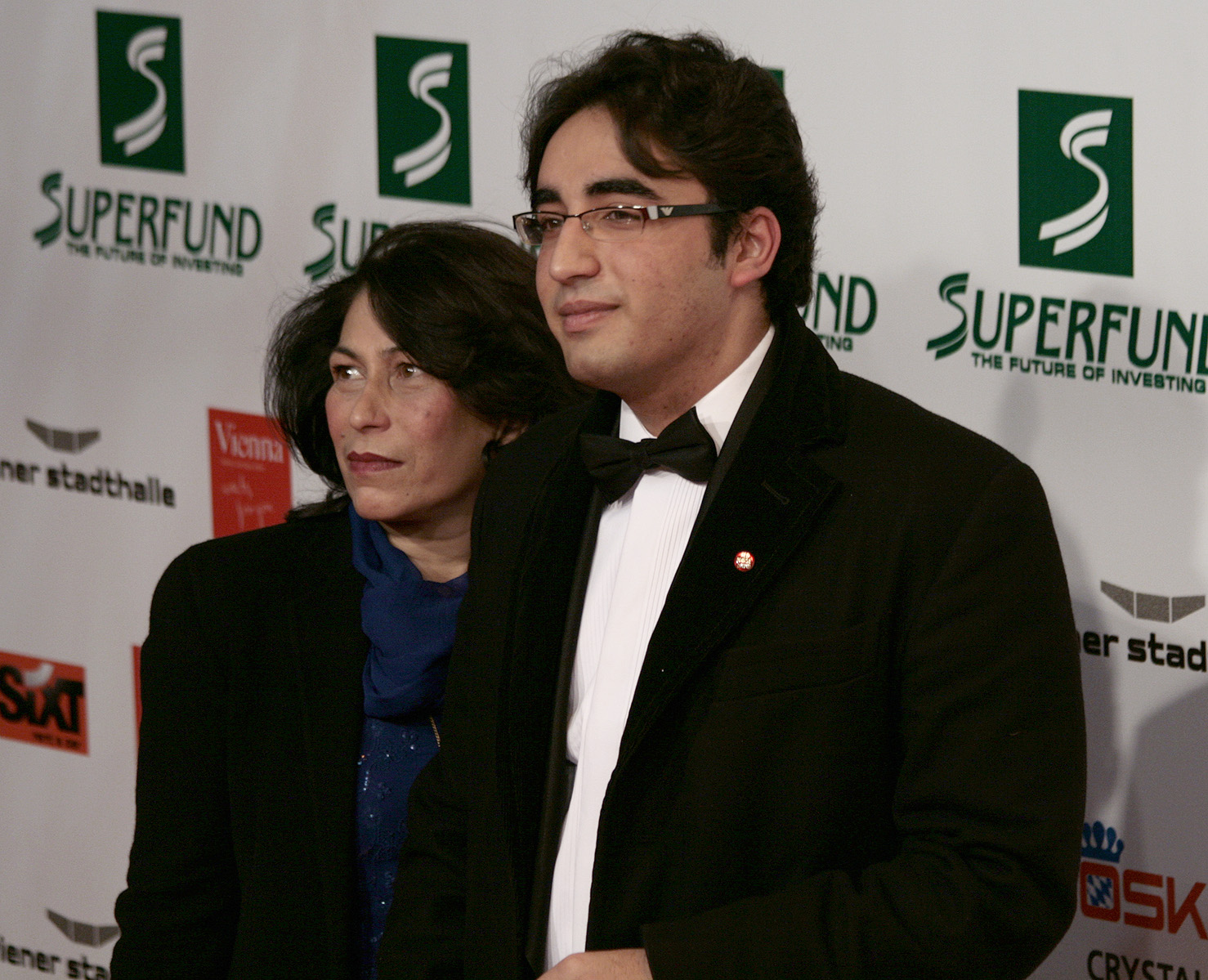
Санам Бхутто и Билавал в 2009 году